# Kraftwerk William H. Zimmer
Das Kraftwerk William H. Zimmer (englisch William H. Zimmer Power Station) ist ein Kohlekraftwerk in der Gemeinde Moscow im US-Bundesstaat Ohio, südöstlich von Cincinnati. Es besteht aus einem einzigen Block mit 1.300 MW Nettoleistung, der Dampferzeuger stammt von Babcock & Wilcox.

## Geschichte

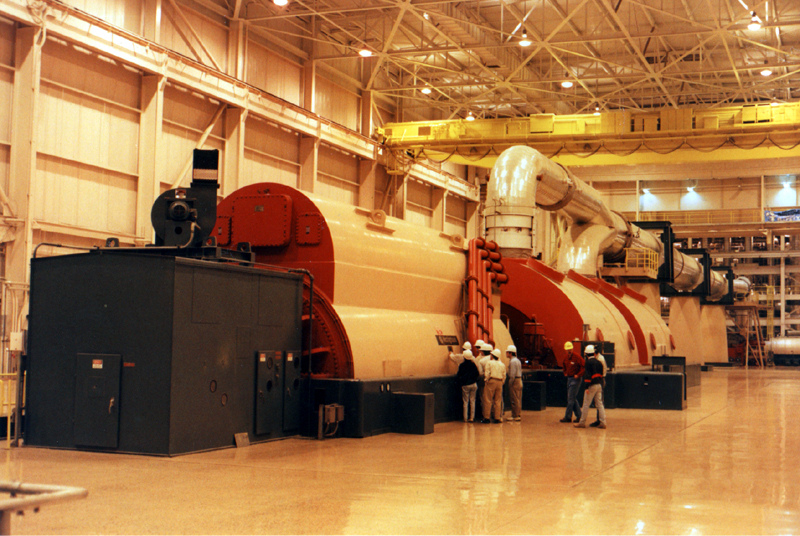
Generator und Turbine

Ursprünglich war die Anlage von der Cincinnati Gas & Electric Company als Kernkraftwerk geplant. Am 1. Oktober 1972 begannen die Bauarbeiten an dem neuen Kernkraftwerk. Es sollte einen Siedewasserreaktor mit einer Bruttoleistung von 840 MW und einer Nettoleistung von 810 MW bekommen. Im Jahre 1982 erfolgte der Baustopp und zum Jahreswechsel 1983/84 wurden die Pläne ganz fallen gelassen. In der Folge war die Anlage drei Jahre lang ungenutzt.
Im Jahr 1987 tätigte der Eigentümer Duke Energy nochmals eine Investition von 1 Milliarde US-Dollar und baute das Kraftwerk zum Kohlekraftwerk um. Es ging  im Jahr 1991 in Betrieb.
2014 übernahm Dynegy den Anteil von Duke Energy.

## Daten der Reaktorblöcke
Das Kernkraftwerk Zimmer hat einen verworfenen Block:
| Reaktorblock | Reaktortyp         | Nettoleistung | Bruttoleistung | Anfang Projektplanung | Baubeginn  | Projekt- einstellung |
| ------------ | ------------------ | ------------- | -------------- | --------------------- | ---------- | -------------------- |
| Zimmer       | Siedewasserreaktor | 810 MW        | 840 MW         | -                     | 01.10.1972 | 1984                 |